# Піт

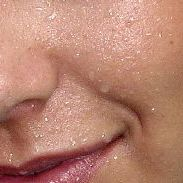
Краплини поту на обличчі

Піт — водний розчин речовин (наприклад, солей), що виділяється потовими залозами ссавців, у тому числі людини.

## Механізм потовиділення
Потовиділення є рефлекторною реакцією організма, наприклад при підвищенні температури повітря. При дії більш високої температури навколишнього середовища, внаслідок подразнення рецепторів шкіри, що сприймають тепло, починається потовиділення.
Потові залози беруть участь у терморегуляції. Найбільше потових залоз у людини на долонях — до 500 на см². У людини за добу виділяється від 0,5 до 10 л. поту і більше, залежно від інтенсивності м'язової роботи, температури зовнішнього середовища й кількості спожитої людиною води.

## Хімічний склад поту й ін. характеристики
Піт містить 97,5—99,5 % води, незначну кількість солей (хлориди, фосфати, сульфати), органічних сполук (сечовина, креатинін, сечова кислота) та інші речовини (наприклад білки, жири).
Реакція поту кисла (рН 3,8-6,2), іноді лужна (при розкладанні сечовини і виділенні аміаку).
Людський піт має характерний запах, який може бути різким. Вчені сперечаються про зв'язок між сприйняттям запаху поту і сексуальною збудженістю особами протилежної статі.

## Значення поту
Піт є кінцевим продуктом одного з механізмів терморегуляції людини і багатьох тварин. Кисла реакція поту сприяє бактерицидності шкіри, захищаючи її від проникнення багатьох мікробів.
У багатьох ссавців піт відіграє роль комунікативного засобу. З потом переносяться феромони та ін. біологічно активні речовини.

### Застосування

#### В космосі
В червні 2023 року, згідно повідомлення NASA, астронавти на борту МКС відновили 98 % питної води за допомогою переробки власних сечі та поту. Раніше цей рівень досягав 94 %. Завдяки цьому можна буде проводити більш тривалі космічні місії.